# Szeretet (folyóirat)
A Szeretet havilap elsősorban az erdélyi magyar baptisták havilapja, de vannak magyarországi ill. amerikai olvasói, megrendelői is. Az újság a Romániai Magyar Baptista Gyülekezetek Szövetségének hivatalos kiadványa.

## 1920-1947 közt
A romániai magyar baptista gyülekezetek lapja. Első száma, a Nagyszalontán, 1920. október 27-én megalakult Romániai Magyar Baptista Gyülekezetek Szövetségének jóváhagyása alapján 1921. november 21-én jelent meg Nagyváradon, s első sorozatát, kisebb-nagyobb megszakításokkal, havonta folyamatosan megjelentették, egészen 1934-ig. Felelős szerkesztője és kiadója előbb Szabó Sándor, majd 1931-ig Darabont Gyula volt, akitől ifj. Bordás István vette át a lap szerkesztését. 1934-ben, amikor egyesült a két romániai magyar baptista szövetség, a lap folytatólag Igazság és Szeretet címmel jelent meg, fejlécében ekkor „a romániai magyar nyelvű baptisták hivatalos közlönye” állt, kiadóként „az Oradea-Bihor és Sălaj-i Baptista Hitközségek Szövetsége” szerepelt. Ugyancsak ifj. Bordás István szerkesztette, de mellette munkatársként szerepelt Bokor Barnabás, majd Varga Árpád, társszerkesztőként 1939-től, a lap 1940 áprilisában történt megszűnéséig Culmann Géza.
Ebben az időszakban igemagyarázatokat, bibliai tanításokat, az erdélyi magyar baptista gyülekezetek életének eseményeit tükröző híreket közölt, foglalkozott a gyermekek és az *ifjúság nevelésének kérdéseivel.
A második világháború alatt nem jelent meg, s azt követően is mindössze két körlevelet sikerült kiadnia: 1947-ben A Szeretet karácsonyi üzenete és A Szeretet pünkösdi üzenete címmel.

## 1989 után
A kommunista időszak (1948-1989) alatt beszüntették, és csak 1990 óta jelenik meg ismét kimaradás nélkül. Újraindítását 1990. január 3-án Kolozsváron megtartott lelkipásztori konferencián határozták el. A lap, új évfolyamszámozással, 1990 januárjában indult, felelős szerkesztője Vékás Zoltán, a szerkesztőbizottság tagjai: Bartha István, Borzási Gyula, Borzási István, Kiss László, Megyesi József és Molnár Jakab, szerkesztőségi titkár Antal Ferenc, 1993–98 között János Gabriella. 1992-től csak a felelős szerkesztő nevét tüntetik fel. Ezt a tisztet 2003-ig Vékás Zoltán töltötte be, azóta Vass Gergely. Szerkesztők: Szilágyi László és Antal Ferenc. Példányszáma újraindulásától fogva 4200.
Célkitűzése: összekötő kapocsként szolgálni a szétszórtan élő magyar baptista testvérek között, országhatároktól függetlenül, ápolni és mélyíteni a hívek Krisztusba vetett meggyőződését. Közöl teológiai jellegű írásokat, közleményeket, tudósításokat, híreket is a magyar baptista gyülekezetek életéből, valamint bibliai szellemiségű szépirodalmat (újraindulása óta közel 100 szerző, köztük ismert kortárs írók és költők: Ady Endre, Gárdonyi Géza, Móra Ferenc, Reményik Sándor, Wass Albert írásait).
A 'Szeretet' rovatai közül említést érdemel a nemrég bemerítkezőkről illetve elhunytakról szóló tudósítás, az aktuális eseményekről való beszámolók és különféle tanítások, prédikáció-vázlatok a Szövetséghez tartozó lelkipásztoroktól. 
Szerkesztése és nyomtatása Váradon történik.
A Szeretet szerkesztőségében készül 1991-től évente 7000 példányban a Bibliaolvasó vezérfonal és a Baptista falinaptár (ez utóbbi grafikai munkáit Megyesi József ny. lelkipásztor végzi).
Kiadásában jelent meg 1994-től évente A Szeretet naptára (2000 példány), továbbá Antal Ferenc Égő szövétnek (Nagyvárad, 1991) és Dénes Ferenc Ajkaimmal hirdetem (Nagyvárad, 1997) c. verskötete, valamint egy versantológia Élő kövek (Nagyvárad, 1991) címmel. 

## Külső hivatkozások
- A Szeretet letöltése a Sajtótermékek menü alatt a RMBGYSZ honlapon